# Степанов (Гомельская область)
Степанов (бел. Сцяпанаў) — упразднённый посёлок в Добрушском районе Гомельской области Беларуси. Входил в состав Кузьминичского сельсовета.

## География
В 24 км на юго-восток от районного центра Добруш и железнодорожной станции в этом городе, в 52 км от Гомеля, в 1,5 км от границы с Россией.

### Водная система
Река Хоропуть (приток реки Ипуть).

## Транспортная система
Транспортная связь по автодороге Красный Партизан — Добруш. В посёлке 14 жилых домов (2004 год). Планировка состоит из улицы с меридиональной ориентацией. Застройка деревянными домами усадебного типа.

## История
Основан в начале XX века переселенцами с соседних деревень. Наиболее активное строительство происходило в 1920-х годах. В 1926 году в посёлке находилось почтовое отделение. В Кузьминичском сельсовете Краснобудского района Гомельского округа, с 20 февраля 1938 года Гомельской области. В 1931 году жители вступили в колхоз.
В 1959 году в составе колхоза «заря коммунизма» с центром в деревне Кузьминичи.
24 июля 2022 года посёлок Степанов упразднён.

## Население

### Численность
- 2004 год — 14 дворов, 24 жителя

### Динамика
- 1926 год — 31 двор, 193 жителя
- 1959 год — 167 жителей (согласно переписи)
- 2004 год — 14 дворов, 24 жителя